# Gare de Mécheria
La gare de Mécheria est une gare ferroviaire algérienne située sur le territoire de la commune de Mécheria, dans la wilaya de Naâma.

## Situation ferroviaire
Établie à une altitude de 1 158,660 m, la gare est située au point kilométrique (PK) 291,723 de la ligne de Oued Tlelat à Béchar, où elle est précédée de la gare d'El Biod et suivie de celle de Naâma.
| \| El Biod Naâma Mécheria Aïn Sefra Djeniene Bourezg \| Localisation de la gare de Mécheria dans la wilaya de Naâma. |
| El Biod Naâma Mécheria Aïn Sefra Djeniene Bourezg                                                                    |

## Histoire

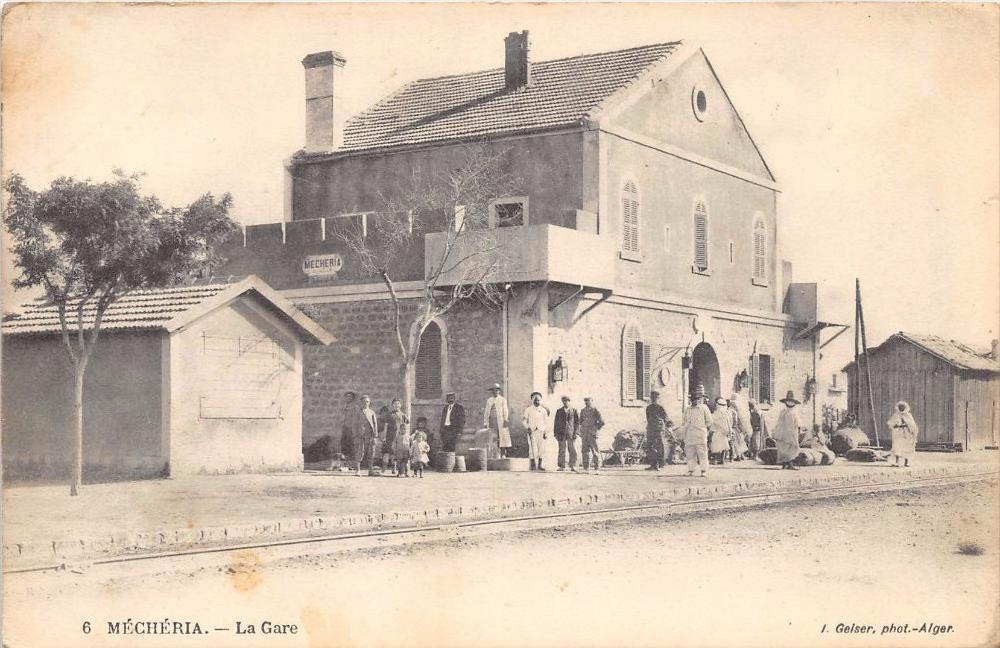
La gare au début du XXe siècle.

La gare est mise en service en 1882 lors de l'ouverture de la section d'El Biod à Mécheria de l'ancienne ligne à voie étroite d'Oran à Kenadsa via Saïda. Précédée de l'ancienne gare de Teniet Er Relem et suivie de celle de l'ancienne gare de Touïfza, elle était située au PK 389,800 de cette ligne,.
Cette gare fait partie des gares fortifiées en Algérie construites par l'armée française entre 1881 et 1906 le long de la ligne entre Saïda et Béchar.

## Service des voyageurs

### Desserte
La gare est desservie par :
- les trains grandes lignes de la liaison Oran - Béchar[4] ;
- les trains régionaux de la liaison Oran - Mécheria[5].